# Mama, prihajam domov
»Mama, prihajam domov« je skladba Ansambla Lojzeta Slaka in Fantje s Praprotna iz leta 1985. Avtor glasbe je Lojze Slak, besedilo pa je napisala Fani Požek.

## Snemanje
Producent je bil Dečo Žgur, posneto pa v studiu 14, RTV Ljubljana. Skladba je izšla na istoimenskem albumu Mama, prihajam domov pri založbi Helidon na veliki vinilni plošči in kaseti.

## Zasedba

### Produkcija
- Lojze Slak – glasba
- Fani Požek – besedilo
- Niko Zlobko – aranžma
- Dečo Žgur – producent

### Studijska izvedba
- Lojze Slak – diatonična harmonika
- Franc Sever – bariton, berda, bas kitara, bariton
- Niko Zlobko – kitara, klarinet

### Fantje s Praprotna
- Andrej Bergant – 1. tenor
- Jože Šifrar – 2. tenor
- Janez Habjan – bariton
- Janez Kalan – bas
- Janez Dolenc – bas